# 브베역
브베역(Gare de Vevey)은 제네바호 호숫가에서 멀지 않은 대중교통의 중심지이다. 이 역은 스위스 보주에 있는 브베 지자체에 서비스를 제공한다.
스위스 연방 철도 여객 열차는 표준궤 심플론 철도선의 호숫가 구간에서 작동하는 동안 이곳을 정차한다. 역은 또한 올텐-로잔 철도 노선의 슈망 드 페르 브베-쉐브르(Chemin de fer Vevey-Chexbres)에서 피두 -쉐브르까지 표준궤의 서쪽 종점이며, 브베에서 블로네와 레 플레이아드까지의 미터궤 노선이다.

## 역사
브베역은 1861년 4월 2일, 당시 쥐라-심플론 철도(JS)가 시옹까지 가는 표준궤 심플론 철도 노선의 로잔 - 빌뇌브 구간을 개통했을 때 문을 열었다. 이 라인은 현재 스위스 연방 철도에서 소유 및 운영하고 있다.
1902년에는 현재 몽트뢰-브베-리비에라 미터궤 노선을 블로네와 레 플레이아드로 운송하는 작업이 시작되었다. 1904년에 샤텔-생 드니까지 가는 노선(미터궤)이 교통에 사용가능하게 되었다. 같은 해에 표준궤 슈망 드 페르 브베-쉐브르 (VCh) 노선이 개설되어 브베와 퓌두-쉐브르를 연결했다.
샤텔-생 드니로 가는 미터궤 노선은 1969년에 폐쇄되었고, VMCV 버스 13번 노선으로 대체되었다.

## 위치
역은 호숫가 시장에서 북쪽으로 약 300m 떨어져 있다. 바로 인근에 센터 생 앙트와네 및 Midi-Coindet 쇼핑센터가 있으며, 이 쇼핑 센터는 결합되어 스위스 서부에서 가장 큰 쇼핑 시설 중 하나를 형성한다. 역 옆의 오래된 우체국 건물에는 Coop Pronto 사무실이 있다.

## 레이아웃
인근 몽트뢰 기차역과 마찬가지로 주 플랫폼으로의 접근은 1층이 아닌 역 건물의 1층에서 이루어진다. 트랙 시스템은 일부 상품 트랙과 함께 한쪽 및 2개의 중앙 플랫폼으로 구성된다.
트랙 1과 3은 스위스 연방 철도 심플론 철도 노선용으로 예약되어 있다. (2번 트랙은 없음).
3번 트랙과 4번 트랙이 중앙 플랫폼 중 하나에 있는 5번 트랙은 피두-쉐브르 행 S31로 와인열차(Train des Vignes)를 운행한다.
작은 커브의 서쪽 부분에 있는 6번 트랙(표준궤)과 7번 트랙(미터궤)이 있는 다른 중앙 플랫폼은 일반적으로 블로네 및 레 플리이아드로 가는 MVR 트래픽만 제공한다.

## 운행편
2021년 12월 시간표 변경에 따라 브베에서 다음 서비스가 정차한다.

### 스위스 연방 철도
- 인터레기오 : 제네바 공항과 브리크 사이를 30분 간격으로 운행한다.
- 레기오익스프레스 :
  - 안느마스까지 30분, 생모리스까지 1시간 간격으로 운행한다.
  - 르낭 VD와 생모리스 사이를 매일 왕복 한다.

### RER 보
- RER 보
  - S2 / S5 : 에이글, 발로브 및 그랑송까지 매시간 운행 주중에는 벡스까지 매시간 운행
  - S7 : 피두.

### 운송 몽트뢰-브베-리비에라
- 레기오: 블로네까지 30분 간격 운행. 다른 모든 열차는 레 플레이아드까지 운행한다.